# Pajanelia longifolia
Pajanelia longifolia là một loài thực vật có hoa trong họ Chùm ớt. Loài này được (Willd.) K.Schum. mô tả khoa học đầu tiên năm 1895.